# Hassi Messaoud
Hassi Messaoud (àrab: حاسي مسعود, Ḥāsī Masʿūd) és una ciutat de la província o wilaya d'Ouargla, al sud-est d'Algèria. S'hi va descobrir petroli l'any 1956 i des d'aleshores la ciutat va créixer ràpidament. És la seu de les refineries més importants d'Algèria. Té uns 60.000 habitants, sense comptar els que viuen en les bases petrolíferes.

## Història

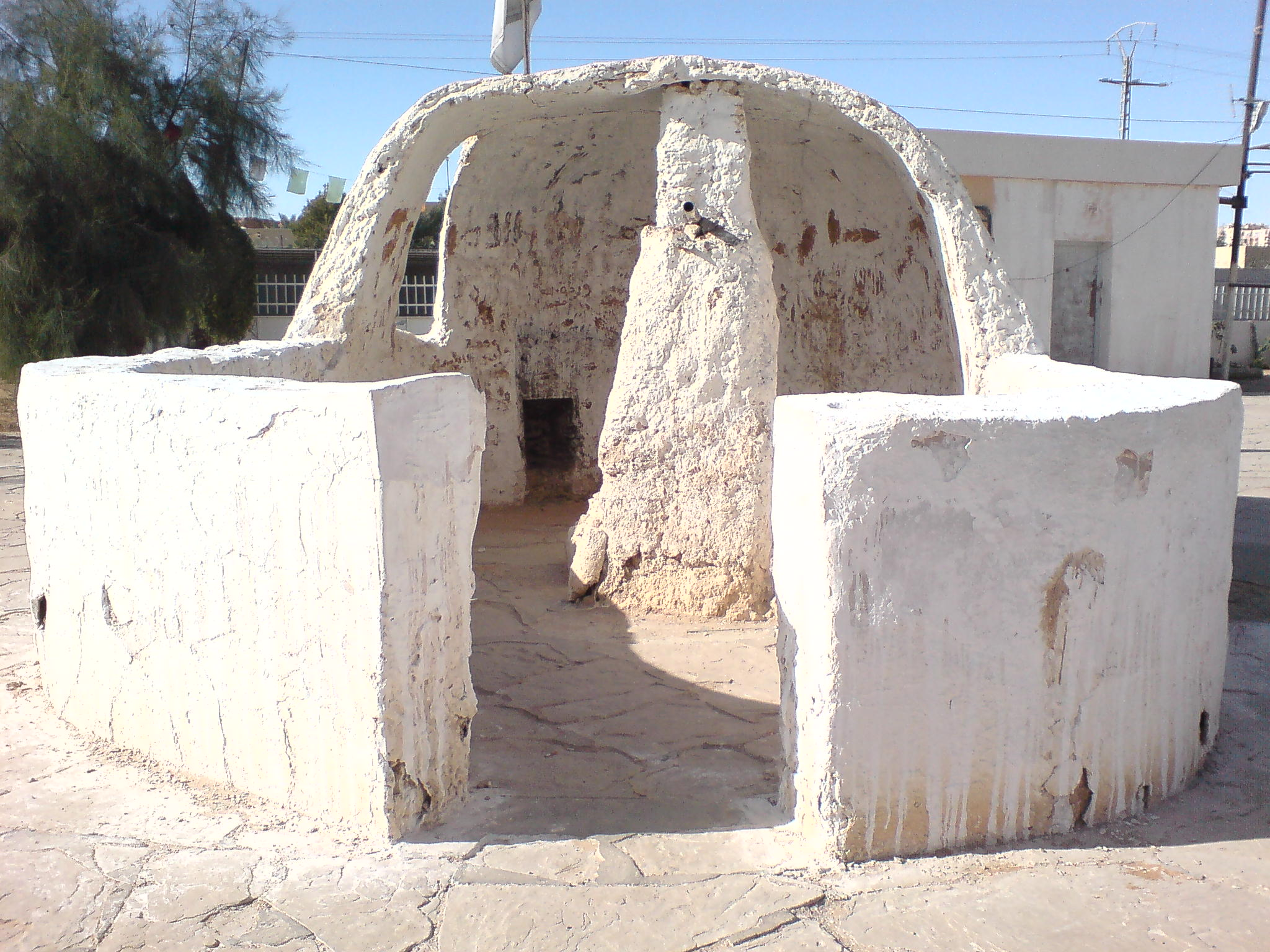
El nom de Hassi Messaoud significa "el pou de Messaoud" en àrab.

Messaoud Rouabeh, nascut el 1875, era fill d'El Hadj Rabah de la tribu àrab de Chaanba. Va excavar diversos pous d'aigua fins que en una ocasió va trobar petroli.

## Infraestructures
La ciutat té diverses zones: Les 1850 villas, Le Boulevard, Ciutat Aissat Idir, El-Heicha, Les 136, Batima Hamra, Ciutat AADL, Les 200.
Té unes cinc oficines de correus, 3 comissaries, 8 farmàcies, 4 clíniques, un hospital, cinc mesquites, mercats, escoles i un poliesportiu.
Té l'aeroport Oued Irara - Krim Belkacem que la connecta amb diverses ciutats europees

## Clima
Té clima desèrtic càlid. De maig a setembre les temperatures màximes oscil·len entre els 30 i els 50 °C i les mínimes entre 15 i 27 °C. L'hivern és més fresc, d'octubre a abril les màximes varien entre 17 i 30 i les mínimes entre 5 i 15 °C. La pluviometria és insignificant. Les tempestes de sorra són comunes de marça a juny i duren de sis hores a quatre dies.

## Atacs contra dones
L'any 2010 Amnistia Internacional informà que hi havia hagut atacs a Hassi Messaoud contra dones solteres pel fet de viure soles i ser econòmicament independents."